# Відкрите суспільство та його вороги
Відкрите суспільство та його вороги (англ. The Open Society and Its Enemies) — книга британсько-австрійського філософа Карла Поппера, написана під час ДСВ і видана у 1945 році у Лондоні у видавництві Routledge. Книга перевидавалася у 1995 та 2013 роках. Український переклад вперше вийшов друком у 1994 р. у видавництві «Основи» .
«Відкрите суспільство та його вороги» складається з двох томів: перший має назву «У полоні Платонових чарів» (англ. The Spell of Plato), другий — «Спалах пророцтва: Геґель, Маркс та послідовники» (англ. The High Tide of Prophecy: Hegel, Marx, and the Aftermath).

## Історія написання
Робота над книгою відбувалася в умовах невизначеності у роки Другої світової війни у Новій Зеландії, куди Поппер емігрував у 1937 р. з Австрії. Тут він протягом 1937—1945 років працював викладачем філософії у Крайстерчському університеті у графстві Кентербері. Для видання книги було залучено кількох науковців із сфери філософії та соціальних наук: Ернсту Ґомбріху було доручено основне завдання з пошуку видавництва, Фрідріх Гаєк був захоплений соціальною філософією Поппера і намагався його переманити до Лондонської школи економіки, а Ліонель Роббінс і Гарольд Ласкі мали вичитати рукопис, первісна назва якого була «Соціальна філософія для кожного» (англ. A Social Philosophy for Everyman). Відому сьогодні назву для книги запропонував Майкл Дж. Фіндлі, який відкинув не лише первісну, але також два інші варіанти назви — «Три псевдопророки: Платон-Геґель-Маркс» (англ. Three False Prophets: Plato-Hegel-Marx) та «Критика політичної філософії» (англ. A Critique of Political Philosophy).

## Концепція
Вперше термін «відкрите суспільство» запропонував Анрі Бергсон. Проте його концептуальне дослідження здійснив Карл Поппер. У теперішній час дослідження концепції відкритого суспільства продовжує Джордж Сорос.
Карл Поппер розробляє концепцію відкритого суспільства та захищає ліберальну демократію, протиставляючи їх критиці теорії «релігійного» історизму, у відповідності до якої історія неухильно розгортається у відповідності до універсальних законів. Автор критикує Платона, Геґеля і Маркса за тоталітарність мислення, яка ґрунтується на ідеях історизму, називаючи їхню політичну філософію пророцтвом.

### Перший том
Назва першого тому «У полоні Платонових чарів» відображає точку зору Поппера про те, що більшість перекладачів Платона протягом століть перебували у полоні величі класика античної філософії і його неповторного стилю. При цьому Поппер стверджує, що вони безкритично прийняли політичну філософію Платона як зразкову ідилію, не беручи до уваги її небезпечні тенденції до тоталітарної ідеології.
На відміну від більшості послідовників Платона у його час, Поппер відрікся від Платонових ідей перейнятих у Сократа, стверджуючи, що перший у свої пізніші роки не підтримував жодних гуманітарних та демократичних ідей свого вчителя. Зокрема, Поппер звинувачує Платона у його зраді Сократа у праці «Держава», у якій Платон зображає Сократа прихильним до тоталітаризму.
Карл Поппер розглядає Платоновий аналіз соціальних змін і настроїв, визнаючи його хист як соціолога, проте відкидає запропоновані ним варіанти вирішення цих проблем. Це пов'язано з тим, що Поппер трактує гуманістичні ідеали Афінської демократії як передумови зародження його уявлення про «відкрите суспільство». Ненависть Платона до демократії призвела його до потреби «захищати обман, політичні фантазії, табуйовані забобони, придушення істини, і, зрештою, жорстоке насильство». Поппер вважає, що історичні ідеї Платона обумовлені страхом перед змінами, що зумовлені ліберальною демократією. Також, як аристократ і родич афінського диктатора Крітіаса, Платон, за словами Поппера, був прихильним до олігархії свого часу і зневажливо ставився до пересічних громадян. Поппер також підозрює, що Платон був жертвою власного марнославства і хотів сягнути найвищого статусу Філософа у відповідності до власного уявлення про найкращого правителя.
Останній розділ першого тому має таку ж назву, як і уся книга, і розкриває власні філософські міркування Карла Поппера про необхідність ліберальної демократії як єдиної форми державного врядування, що дозволяє здійснювати інституціональні перетворення без застосування насильства та кровопролиття.

### Другий том
У другому томі під назвою «Спалах пророцтва: Геґель, Маркс та послідовники» Карл Поппер критикує Георга Вільгельма Фрідріха Геґеля та Карла Маркса, простежуючи розвиток їхніх ідей від Арістотеля, стверджуючи, що саме вони були предвісниками і основоположниками тоталітаризму XX столітті.
Поппер визнає, що на відміну від Геґеля, Карл Маркс глибоко переймався тяжким становищем простих людей і несправедливістю, яка панували у його час в капіталістичних суспільствах. Крім цього, праці Маркса пропонують цікаві економічні, соціологічні та історичні уявлення. Проте Поппер категорично відкидає історичний, анти-раціональний і тоталітарний світогляд Маркса.